# Röspe (Eder)
Die Röspe, bis zur Mündung des Meinscheidbachs auch Schwarzbach genannt, in den Kreisen Olpe und Siegen-Wittgenstein in Nordrhein-Westfalen ist ein 8,6 km langer, nordwestlicher und orographisch linker Zufluss der Eder durch die Ortschaft Röspe im Rothaargebirge. Die namentliche Röspe ist etwa 2,4 km lang.

## Name
Das Gewässer wurde im Jahr 1562 als Rospe erstmals schriftlich erwähnt. Die wohl ursprüngliche Ausgangsform *Rósapa bedeutet „Rossbach“.
Der Name Schwarzbach ist von der Färbung des Bachwassers abgeleitet. Durch den hohen Anteil an gelösten Huminstoffen und Eisenoxid im Wasser entsteht die rot-schwarze Farbe.

## Verlauf

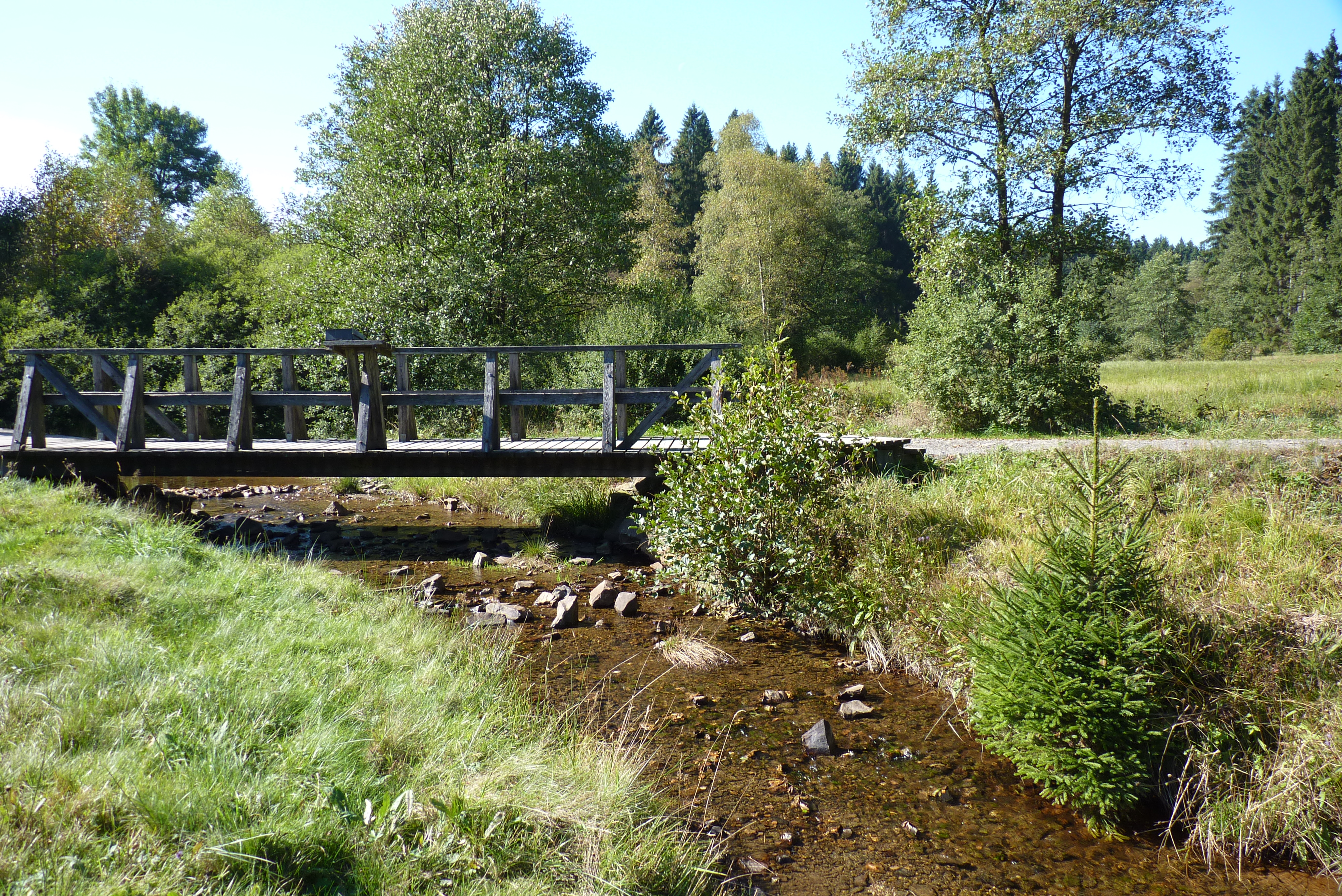
Der Schwarzbach im Naturschutzgebiet Schwarzbachsystem mit Haberg und Krenkeltal mit der Rothaarsteigbrücke

Die Röspe entspringt als Schwarzbach im Kreis Olpe. Die Quelle des gänzlich im Naturpark Sauerland-Rothaargebirge verlaufenden Bachs liegt etwa 700 m südwestlich des Rhein-Weser-Turms auf einer Höhe von etwa 632 m ü. NHN. Sie durchfließt ein teils bewaldetes, teils offenes Tal:
Anfangs wendet sich der Schwarzbach als kleines Rinnsal in südwestliche Richtung und passiert dabei den Westerberg (662,1 m) südöstlich und den Eggenkopf (647,3 m) mit dem Panorama-Park Sauerland Wildpark östlich. Dann verläuft er etwa nach Süden und in das Naturschutzgebiet Schwarzbachsystem mit Haberg und Krenkeltal ein. Darin nimmt er nach einiger Zeit rechtsseitig die Kattmecke auf. Von dort an wendet er sich in südöstliche Richtung, bis er direkt nach einer Holzbrücke mit dem Rothaarsteig eine Furt (ca. 517 m) überfließt. Dann nimmt er jeweils rechtsseitig einen weiteren namenlosen Zufluss und den Habecker Bach (Habecke) auf, der sich aus vielen Quellrinnsalen speist. Etwas weiter bachabwärts, nach Zufließen eines namenlosen Zuflusses, wendet sich der Bach wieder nach Südosten. Dabei mündet rechtsseitig die Lange Dörnbach ein. Direkt anschließend durchsticht der Bach die Trasse der ehemaligen Bahnstrecke Altenhundem–Birkelbach (die dortige Bahnbrücke steht nicht mehr).
Etwa 550 Bachmeter unterhalb davon erreicht der Schwarzbach den Kreis Siegen-Wittgenstein und die an der Kreisgrenze gelegene Furt (ca. 473 m), wo rechtsseitig ein unbenannter Bach einfließt. Von dort an fließt der Schwarzbach in ostsüdöstliche Richtung durch das Naturschutzgebiet Eder (LP Erndtebrück). Darin nimmt er linksseitig den Bach Langes Meinscheid (Meinscheidbach) auf; ab dort heißt der Bach nur noch Röspe. So benannt fließt er durch ein von nun an offenes Wiesental, vorbei an mehreren Teichen, und nimmt kurz vor dem Erndtebrücker Ortsteil Röspe linksseitig einen weiteren namenlosen Bach auf. In Röspe fließt linksseitig noch ein unbenannter Bach und rechtsseitig die Zinse ein.
Kurz nach Unterqueren der Landesstraße 720 (Röspe–Erndtebrück) mündet die Röspe wenig unterhalb von Röspe auf etwa 449 m Höhe in die dort von Süden heran fließende Eder; ihrer Mündung östlich gegenüber verläuft die Bahnstrecke Erndtebrück–Bad Berleburg.

## Einzugsgebiet und Zuflüsse
Das Einzugsgebiet der Röspe ist 37,013 km² groß. Zu ihren Zuflüssen zählen flussabwärts betrachtet:
| Name                        | Seite  | Länge (km) | Einzugsgebiet (km²) | Mündungshöhe (m über NHN) |
| --------------------------- | ------ | ---------- | ------------------- | ------------------------- |
| Kattmecke                   | rechts | 1,98       | -                   | 530 m                     |
| Zufluss                     | rechts | 1,44       | -                   | 518 m                     |
| Habecker Bach (Habecke)     | rechts | 1,81       | 1,257               | 514 m                     |
| Zufluss                     | links  | 1,57       | -                   | 509 m                     |
| Zufluss                     | links  | 1,51       | -                   | 500 m                     |
| Lange Dörnbach              | rechts | 3,17       | 3,72                | 480 m                     |
| Meinscheidbach (Meinscheid) | links  | 6,62       | 9,604               | 469 m                     |
| Zufluss                     | links  | 0,86       | -                   | 463 m                     |
| Zinse                       | rechts | 8,21       | 10,03               | 456 m                     |

Erkennbar hat das Flusssystem drei Hauptarme, von denen der Schwarzbach der mittlere ist. Den Norden des Einzugsgebiets entwässert der linke Hauptarm, die Meinscheid:
- Meinscheidbach
  - (linker und Haupt-Quellbach) Lange Meinscheid
  - (r) Kurze Meinscheid
  - (l) Dengessiepen

Den Süden entwässert die Zinse, der rechte Hauptarm, der nur linke Zuflüsse hat:
- Zinse
  - (l) Großes Mittel
    - (r) Kleines Mittel

  - (l) Langegraben
  - (l) Zwisselsgraben
  - (l) Heckengraben

Das Einzugsgebiet der Röspe wird wie folgt begrenzt (im Gegenuhrzeigersinn, beginnend an der Mündung im Osten):
- den Burgkopf-Heiligenholz-Rücken (bis 661,1 m) und die Ostflanke der Hohen Hessel (743,4 m) im nördlichen Osten
- den Hauptkamm der Rüsper Rothaar zwischen dem Wildhöfer (727,7 m) im Norden über den Milsenberg (670,3 m) im Westen bis zum Riemen (678,2 m) im Südwesten
- den Mittelsten Zimmersrücken (im Zentrum 645,6 m) im Südwesten und seine Verlängerung über den Zinsekopf (617,3 m) zum Zinser Rücken (590,3 m, am Endgipfel 563,1 m) im Süden bis Südosten

Der Rücken vom Rothaarkamm über den Schmalenberg (644,9 m) zum Hermeskopf (613,1 m) trennt das Einzugsgebiet der Zinse vom restlichen; es entspricht ziemlich genau dem wittgensteinischen Anteil (Gemarkungen Zinse, Womelsdorf und Birkelbach), da über den Rücken die Kreisgrenze verläuft, die sich weiter nördlich, jenseits der Röspe, am Burgkopfrücken fortsetzt. Der Mündungslauf um Röspe ist damit natürlich ebenfalls wittgensteinisch.
Im Einzugsgebiet der Röspe wohnen nur etwa 300 Menschen, davon fast alle in Wittgenstein bzw. im heutigen Gemeindegebiet von Erndtebrück:
- etwa 150 in Röspe
- etwa 130 in Zinse
- etwa 30 in Rüspe

Zum Vergleich: Im benachbarten, etwas kleineren Einzugsgebiet der Kappel leben in Wingeshausen und Aue rund 2800 Menschen.

## Schutzgebiete
Der obere und mittlere Teil des Schwarzbachtals und seiner Nebentäler im Kreis Olpe liegen im Naturschutzgebiet (NSG) Schwarzbachsystem mit Haberg und Krenkeltal (OE-010; CDDA-Nr. 165492; 1961 ausgewiesen; 3,1516 km² groß), an das sich im unteren Talbereich das NSG Eder (LP Erndtebrück) (SI-123; CDDA-Nr. 555560743; 2011; 56,21 ha) anschließt. Das Tal der Zinse liegt im NSG Zinser Bachtal (Oberlauf in Hilchenbach: SI-033; CDDA-Nr. 329735; 0,4076 km²; Unterlauf in Erndtebrück: SI-124; CDDA-Nr. 555560744, 0,5240 km²).
Das erstgenannte NSG ist auf 3,1181 km² Fläche als Fauna-Flora-Habitat-Gebiet Schwarzbachsystem mit Haberg und Krenkeltal (FFH-Nr. 4915-302), und das zweitgenannte NSG ist bereichsweise Teil des FFH-Gebiets Eder zwischen Erndtebrück und Beddelhausen (FFH-Nr. 4916-301; 1,3372 km²). An der Zinse ist nur der Hilchenbacher Oberlauf Teil des FFH-Gebiets Elberndorfer und Oberes Zinser Bachtal (1,1597 km²).
Auf den Talflanken von Schwarzbach bzw. Röspe grenzen an das erstgenannte NSG Teile des Landschaftsschutzgebiets (LSG) Kreis Olpe und an die NSGe Eder und Zinser Bachtal solche des LSG Erndtebrück und des LSG Rothaargebirge, welche jeweils fast die kompletten Gemeindegebiete umfassen.
Nachdem in dem Bachtal der Fichtenbestand für die Wiederherstellung des einstigen Zustandes gerodet worden war, gibt es in der vielfältigen Wiesenlandschaft wieder viele bedrohte Tier- und Pflanzenarten (z. B. Fledermäuse und Torfmoose).

## Wandern
Durch Teile des Schwarzbachtals führt der Rothaarsteig. Ansonsten gibt es eine Vielzahl von Wegen entlang von Schwarzbach bzw. Röspe. Da es in dem Bachtal mehrere Furten gibt, wurden dort Trittsteine für Wanderer platziert.